# Alexis (Illinois)
Pour les articles homonymes, voir Alexis.

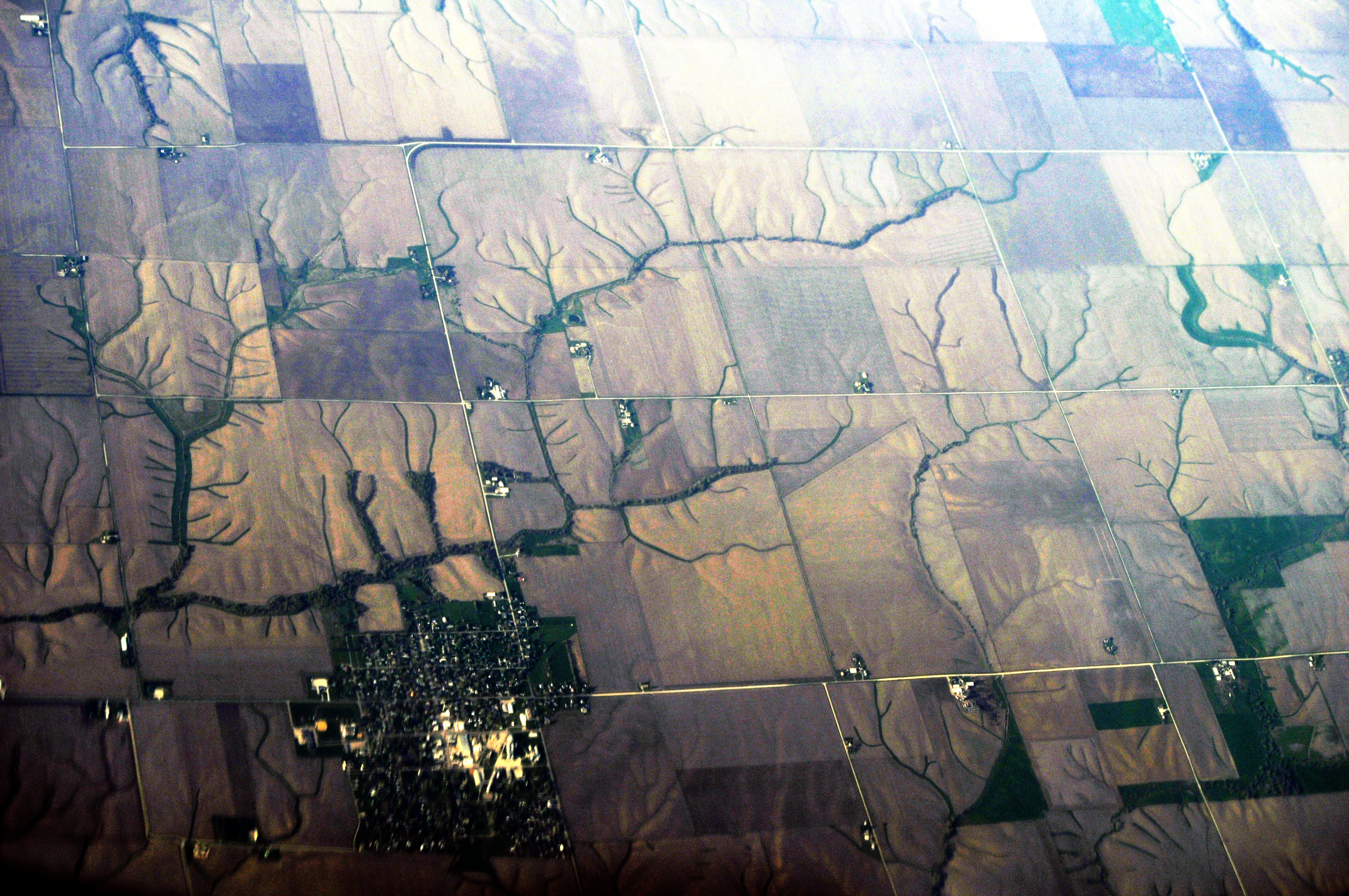
Vue aérienne d'Alexis, 2012

Alexis est un village situé en limite des comtés de Mercer et de Warren dans l'Illinois, aux États-Unis,. Il est incorporé le 29 août 1873.

## Démographie
Lors du recensement de 2010, le village comptait une population de 831 habitants. Elle est estimée, en 2016, à 799 habitants.

### Source de la traduction
- (en) Cet article est partiellement ou en totalité issu de l’article de Wikipédia en anglais intitulé « Alexis, Illinois » (voir la liste des auteurs).